# Hyundai Grace
Hyundai Grace – samochód osobowo-dostawczy typu van klasy średniej produkowany pod południowokoreańską marką Hyundai w latach 1986 – 2003.

## Historia i opis modelu

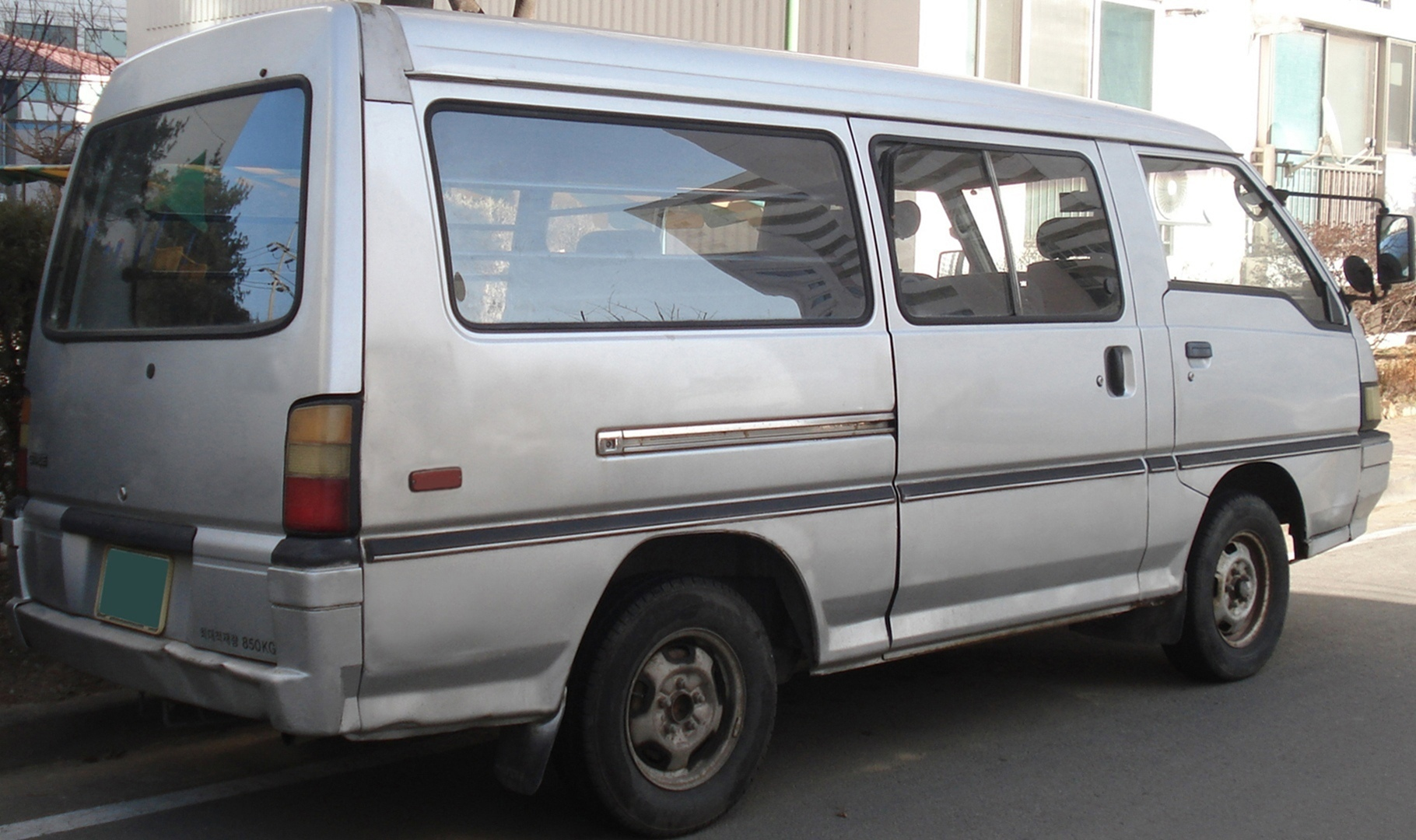
Hyundai Grace - tył

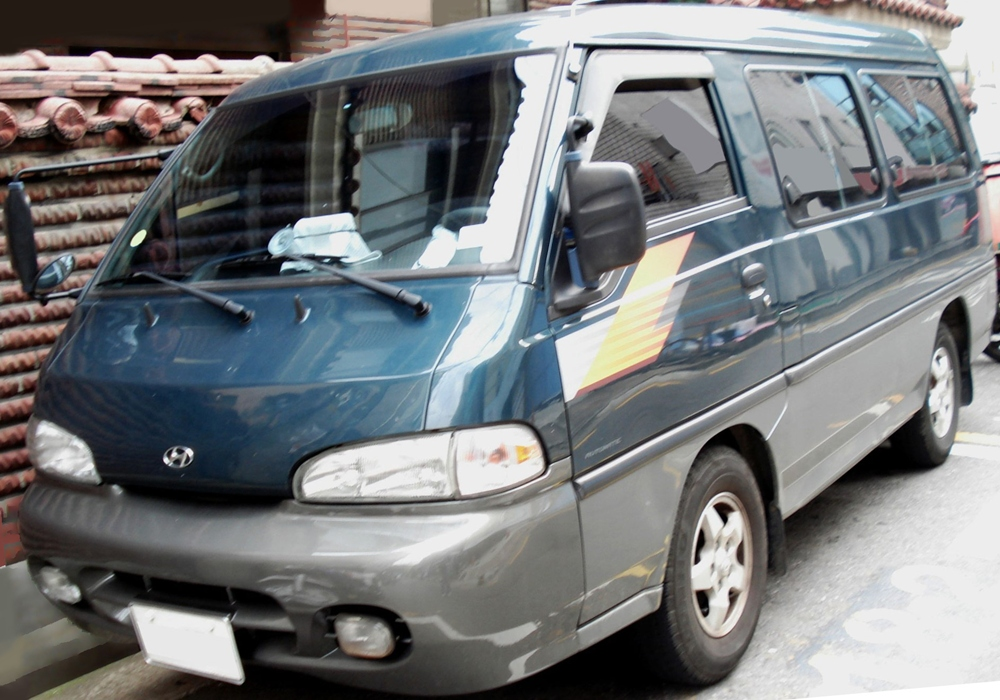
Hyundai Grace po drugim liftingu

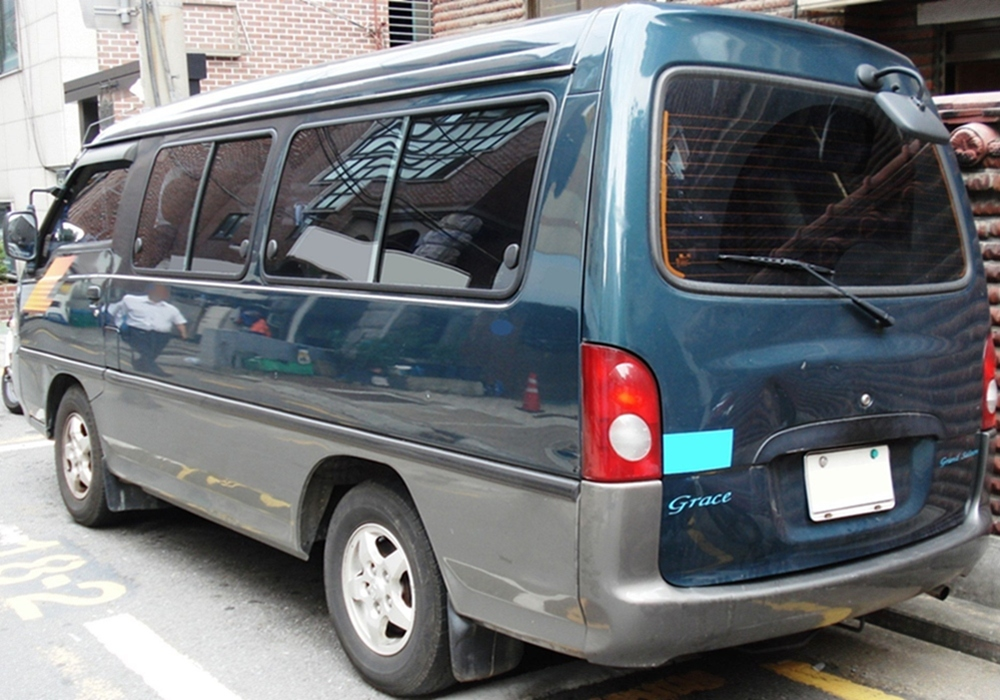
Hyundai Grace - tył po drugim liftingu

W ramach szerokiej współpracy z japońskim Mitsubishi, w 1986 roku Hyundai przedstawił osobowo-dostawczy model Grace, który powstał jako bliźniacza odmiana modelu Mitsubishi Delica.
W ten sposób, podobnie jak japoński pierwowzór, Hyundai Grace charakteryzował się jednobryłową sylwetką z przednią osią umieszczoną pod kabiną pasażerską i jednostką napędową znajdującą się między fotelami pierwszego rzędu siedzeń. Wizualnie z kolei dostawczo-osobowy pojazd Hyundaia wyróżniał się innym wyglądem reflektorów oraz zderzaków, a także wypełnieniem lamp tylnych.

### Restylizacje
Podczas 17 lat produkcji, Hyundai Grace przeszedł dwie restylizacje, z czego najbardziej rozległa była pierwsza z 1993 roku. Wówczas pojazd otrzymał nowe, bardziej zaokrąglone jednoczęściowe reflektory, a także bardziej ścięte lampy tylne o biało-czerwonej barwie oraz nowy kształt zderzaków w kolorze nadwozia. 
Druga modernizacja z 1996 roku przyniosła inaczej ukształtowany wlot powietrza w przedniej części nadwozia oraz zmodyfikowany kształt zderzaka.

### Sprzedaż
Hyundai Grace był pojazdem globalnym, który poza rodzimą Koreą Południową dostępny był w sprzedaży m.in. w krajach Azji Wschodniej i Południowej, w Rosji, Ameryce Południowej, a także pod nazwą Hyundai H-100 w Europie.

### Silniki
- L4 2.4l
- L5 2.5l Diesel